# Rockport (Indiana)
Rockport é uma cidade localizada no estado americano de Indiana, no Condado de Spencer.

## Demografia
Segundo o censo americano de 2000, a sua população era de 2160 habitantes.
Em 2006, foi estimada uma população de 2091, um decréscimo de 69 (-3.2%).

## Geografia
De acordo com o United States Census Bureau tem uma área de
3,0 km², dos quais 3,0 km² cobertos por terra e 0,0 km² cobertos por água. Rockport localiza-se a aproximadamente 128 m acima do nível do mar.

## Localidades na vizinhança
O diagrama seguinte representa as localidades num raio de 24 km ao redor de Rockport.